# Alphonse Lemerre

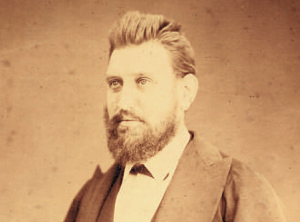
Alfonso Lemerre

Alfonso Lemerre (Canisy, Normandía, Francia, 1838 – París, Francia, 1912) fue un editor francés del siglo XIX, conocido especialmente por haber sido el primero en publicar a muchos de los poetas parnasianos.  Las impresiones de Lemerre popularizaron el tipo Elzévir derivado de la obra de inspiración romana de Louis Perrin de Lyon. 

## Biografía

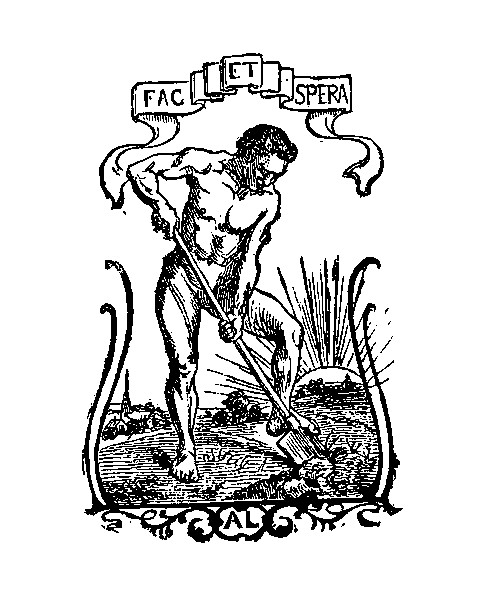
La marca del editor de Alphonse Lemerre.

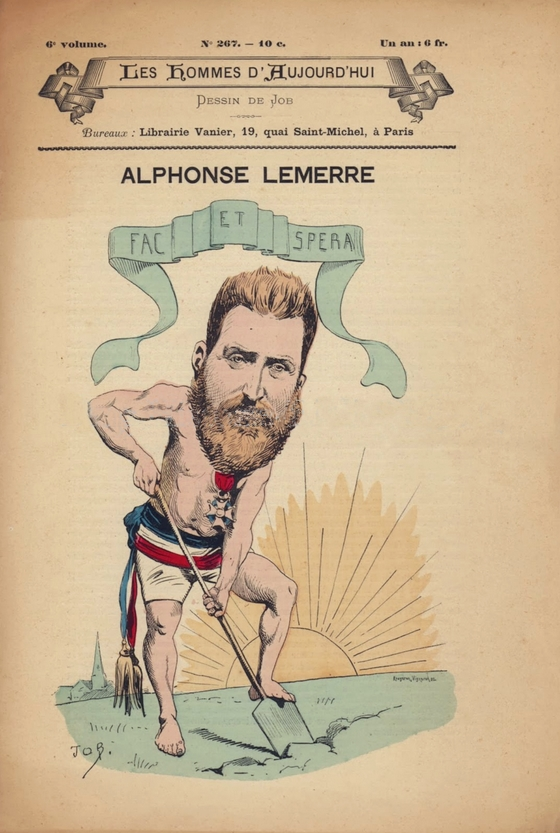
Caricatura de Lemerre, de Job (1886).

Lemerre fue el octavo hijo de sus padres. En 1850, a los 12 años, era chico de los recados en Saint-Lô. En 1860 se trasladó a París y rápidamente alcanzó fama, convirtiéndose en el "Príncipe de la edición" e hizo famosa la marca de su editor, que tenía el lema en latín Fac et spera ("Agis et espère" en francés, "Hacer y esperar" en español). Abrió una librería en el número 23 del pasaje Choiseul. Su tienda también ocupaba otras direcciones con números impares (23-33, 47).
En 1865, comenzó a editar a los poetas parnasianos en la revista L'Art de Louis-Xavier de Ricard, que tuvo diez números entre el 2 de noviembre de 1865 y el 6 de enero de 1866. El número de noviembre incluyó un artículo de Paul Verlaine sobre Baudelaire. En 1866, Lemerre publicó Le Parnasse contemporain, una colección de poesía nueva, en 18 entregas semanales del 30 de marzo al 30 de junio de 1866; las entregas completas se publicaron en octubre. Otros dos volúmenes de Le Parnasse contemporain aparecieron en 1871 y 1876.
Posteriormente publicó numerosas colecciones. Las publicaciones de Lemerre incluyen muchos de los chefs-d'œuvre de la literatura y la historia francesas del siglo XIX: Anatole France,  Auguste Molinier, Louis Petit de Julleville; la Petite Bibliothèque littéraire, la Bibliothèque des curieux, la Bibliothèque Illustrée, la Bibliothèque dramatique, la Petite collection pour la jeunesse, les poèmes nationaux, des livres d'enseignement y otras colecciones.
Fue alcalde de Ville d'Avray, republicano y anticlerical en política. Estaba muy apegado a su Normandía natal. Viajó allí a menudo (a Canisy, al castillo de Montmirel y a Coutainville) y tuvo allí varias propiedades (Dangy, Dais, Méterville).
En 1965, los herederos de su patrimonio cerraron la editorial Lemerre.

## Selección de autores editados por Alphonse Lemerre
Lemerre es especialmente conocido por haber publicado a los poetas parnasianos. Pero también publicó autores y antologías clásicas y románticas.
- Théodore de Banville
- François Coppée
- Léon Dierx
- Théophile Gautier
- José-Maria de Heredia
- Jean Lahor
- Victor de Laprade
- Charles Marie René Leconte de Lisle
- Catulle Mendès
- Alfred de Musset
- Sully Prudhomme
- Raymond Roussel
- Paul Verlaine
- Renée Vivien

Colecciones:
- Le Parnasse contemporain, recueil de vers nouveaux. I- 1866, II- 1869-1871, III- 1876

Antologías:
- Anthologie des poètes français depuis les origines jusqu'à la fin du XVIIIe siècle.
- Anthologie des poètes français, XIXe siècle.
- Sonnets et eaux fortes, 1869, primer libro de pintores en Francia gracias a la crítica de arte de Philippe Burty.
- Le Livre des Sonnets.
- Le Livre des Ballades.